# Contea di Monona
La contea di Monona (in inglese Monona County) è una contea dello Stato dell'Iowa, negli Stati Uniti. La popolazione al censimento del 2000 era di 10 020 abitanti. Il capoluogo di contea è Onawa.